# Erich Bahner
Erich Bahner (* 3. August 1933 in Chemnitz) ist ein deutscher ehemaliger Volleyballspieler und Cheftrainer.

## Karriere
Erich Bahner wuchs in Chemnitz auf, studierte dann in Leipzig bis 1958 an der Deutschen Hochschule für Körperkultur und Sport und schloss mit der Qualifikation Diplom-Sportlehrer ab. Er spielte fünf Jahre in der Nationalmannschaft der DDR. Bahner begann danach in Schwerin eine Trainertätigkeit in der 1957 gebildeten Sektion Volleyball im männlichen Bereich im Jahr 1958 beim SC Traktor Schwerin. Er erweiterte das Trainerkollektiv, das von Erwin Reichelt gegründet wurde, von anfänglich zwei auf fünfzehn Trainer. Später stand er diesem Kollektiv als Cheftrainer 22 Jahre vor. 1972 war er Vertreter des SC Traktor Schwerin bei den Olympischen Sommerspielen in München, bei denen die DDR-Männermannschaft die Silbermedaille gewann. Seiner Initiative ist es zu verdanken, dass 1984 die erste Volleyballtrainingshalle in Schwerin fertiggestellt wurde. Ab Juni 1990 wurde er zum Geschäftsführer des Volleyballverbandes in Mecklenburg-Vorpommern (VMV) berufen. Erich Bahner wohnt in Schwerin-Friedrichsthal, hat drei Kinder und ist mehrfacher Großvater. 2011 verstarb seine Ehefrau Gitta. Er lebt zusammen mit Gabi Walkstein, einer ehemaligen Volleyball-Nationalspielerin von Sportclub Leipzig.

## Nationale und Internationale Erfolge als Volleyballtrainer

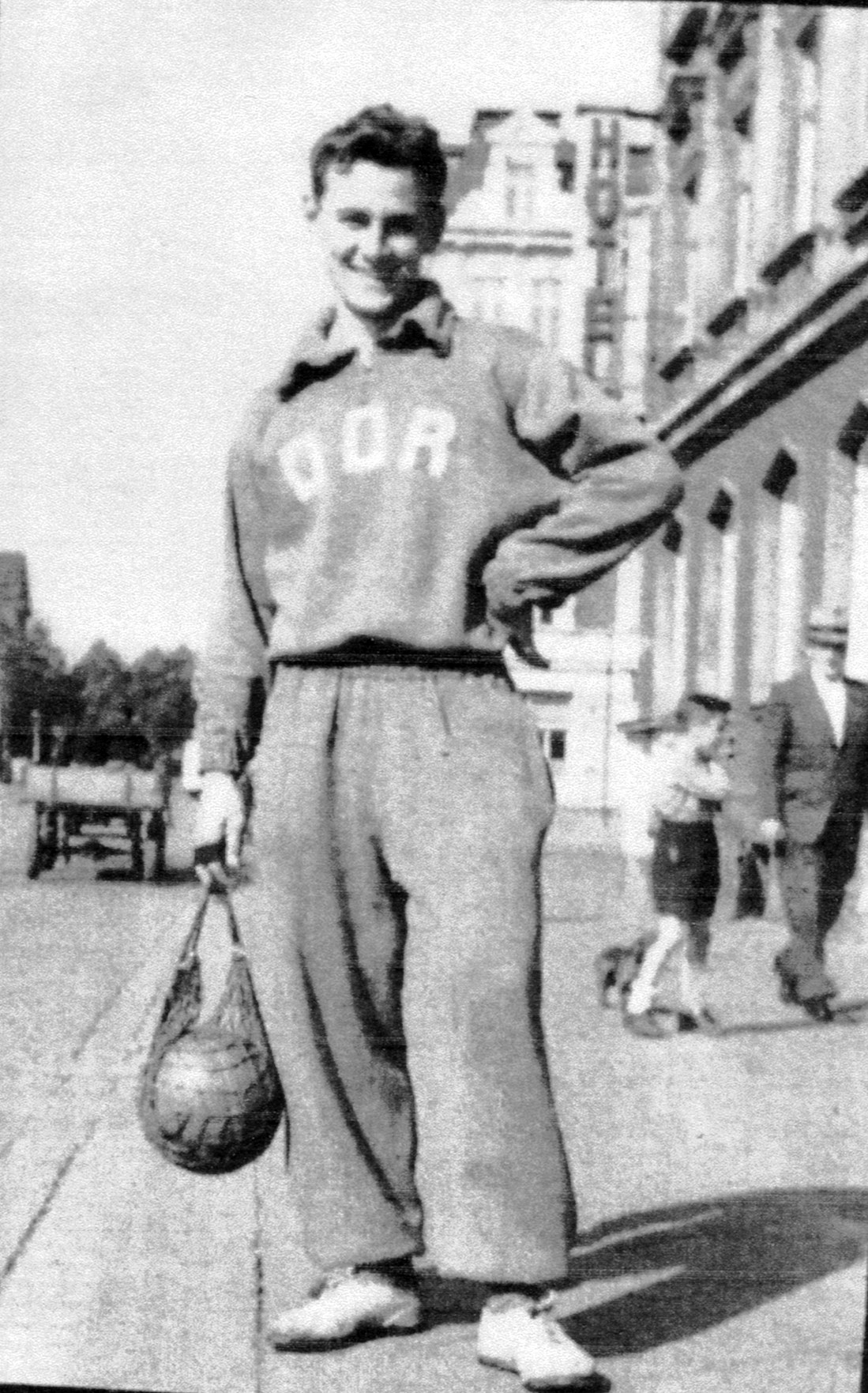
Nationalspieler Erich Bahner, 1953

- 1976, 1977, 1980–1984 DDR Meister Frauen
- 1975 Europapokal der Pokalsieger Frauen
- 1977 Europapokal der Landesmeister Frauen
- 1976 Olympische Spiele in Montreal, Frauen 6. Platz
- 1980 Olympische Spiele in Moskau, Frauen Silbermedaille
- 1983 Europameister, DDR-Nationalmannschaft der Frauen
- 1977 und 1988 DDR Meister Männer
- 1972 Olympische Spiele in München, Männer Silbermedaille

## Auszeichnungen
- 1978 Verdienter Meister des Sports